# Adolfo Nicolás
Adolfo Nicolás Pachón S.J. (Villamuriel de Cerrato (Spanje), 29 april 1936 - Tokio, 20 mei 2020) was een rooms-katholiek priester en hoogleraar in de theologie.

## Carrière
In 1953 trad Nicolás Pachón in het noviciaat in van de jezuïetenprovincie van Toledo. In 1960 behaalde hij aan de universiteit van Alcalá de Henares het licentiaat in de filosofie. Van 1964 tot 1968 studeerde hij theologie in Tokio, waar hij op 17 maart 1967 de priesterwijding ontving. Na studies aan de Gregoriana universiteit in Rome en zijn academische promotie werd hij in 1971 hoogleraar systematische theologie aan de Sophia universiteit in Tokio, waar hij dertig jaar doceerde. 
Van 1978 tot 1984 was Nicolás Pachón directeur van het pastorale instituut te Quezon City (Filipijnen). Van 1993 tot 1999 was hij provinciaal overste van de Japanse jezuïetenprovincie en had daarna drie jaar de zielzorg voor arme immigranten in Tokio. Vanaf 2004 was hij moderator van de jezuïetenconferentie van Oost-Azië en Oceanië. 
In 1998 had Nicolás Pachón, samen met een aantal Aziatische bisschoppen, een verschil van mening met het Vaticaan aangaande de lokale autonomie van bisdommen. Hij was tevens, in tegenstelling tot het Vaticaan, een voorstander van de bevrijdingstheologie en meende dat deze de tijd moest krijgen om te rijpen, zoals volgens hem alle theologie.
Op 19 januari 2008 werd Adolfo Nicolás op de 35e generale congregatie van de jezuïeten in Rome gekozen tot generaal-overste van de orde. Hij volgde de Nederlander Peter-Hans Kolvenbach op.
In mei 2013 werd Nicolás Pachón tot hoofd verkozen van de Internationale Unie van Hogere Oversten van Religieuzen (USG). Hij volgde zijn landgenoot José Rodriguez Carballo op, die in april 2013 door de paus aangesteld was als secretaris van de Congregatie voor de Instituten van Gewijd Leven en Gemeenschappen van Apostolisch Leven.
Op 4 oktober 2016 ging Nicolás Pachón met emeritaat. 
- Biblioteca Nacional de España: XX1048107
- Bibliothèque nationale de France: cb16180757q (data)
- CiNii: DA04695979
- Gemeinsame Normdatei: 133854353
- International Standard Name Identifier: 0000 0000 8177 6724
- Library of Congress Control Number: n80066859
- Bibliotheek van het Japanse parlement: 00451304
- Nederlandse Thesaurus van Auteursnamen: 148176666
- Istituto Centrale per il Catalogo Unico: LO1V382701
- Système universitaire de documentation: 120753855
- Virtual International Authority File: 111259158
- WorldCat: E39PBJhMh6PpxrkFfpBc3mj9jC